# Widerstandsbremse

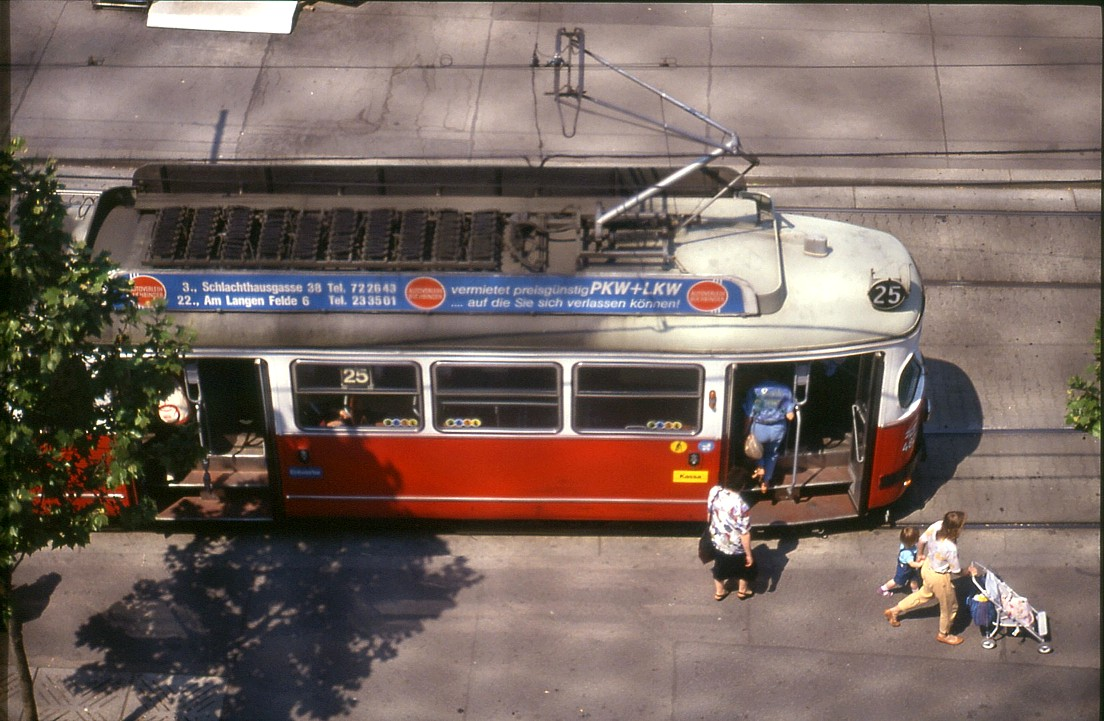
Bremswiderstände einer Widerstandsbremse auf dem Dach eines Wiener Straßenbahntriebwagen Type E (hinter dem Stromabnehmer)

Als Widerstandsbremse (auch als Generatorische Bremse oder Kurzschlussbremse bekannt) bezeichnet man in der Antriebstechnik eine Bremsmethode, bei der Elektromotoren mittels spezieller Bremswiderstände abgebremst werden.

## Aufbau und Funktion
Es gibt netzabhängige und netzunabhängige Widerstandsbremsen. Beide Varianten nutzen wie jede elektromotorische Bremse aus, dass sich ein Elektromotor durch einfaches Umpolen als Generator betreiben lässt; die Bewegungsenergie der Arbeitsmaschine wird somit in elektrische Energie umgeformt. Der Unterschied zwischen den beiden Varianten liegt in der Erzeugung der Erregerspannung. Bei der netzabhängigen Widerstandsbremse wird die Erregerspannung von einem Transformator bereitgestellt. Da die Erregerspannung bei elektrisch angetriebenen Schienenfahrzeugen aus der Hilfsbetriebewicklung des Transformators stammt, funktioniert diese Erregung nur bei eingeschaltetem Hauptschalter. Bei der netzunabhängigen Widerstandsbremse wird das Erregerfeld zunächst durch einen Stromstoß erzeugt. Die Spannung hierfür wird einer Batterie entnommen. Anschließend wird das Erregerfeld aus dem erzeugten Bremsstrom weiter mit Energie versorgt.
Die in elektrischen Strom umgewandelte Bremsenergie wird bei der einfachen Widerstandsbremse nicht genutzt, sondern über spezielle Bremswiderstände in Wärme umgewandelt. Diese können im Maschinenraum, auf dem Dach, im Fahrgastraum oder unter dem Fahrzeug angeordnet sein. Unter Last ist eine starke Erwärmung der Bremswiderstände möglich, was eine Kühlung unerlässlich macht. Dafür werden die Widerstände entweder mit externen Lüftern versehen oder sie sind eigenbelüftet. Um die Bremse wirksam werden zu lassen, wird der Motor vom Netz abgetrennt und auf den Bremswiderstand geschaltet. Mit ausreichender Leistung der Motoren und Widerstände kann bei hohen Geschwindigkeiten eine beträchtliche Bremswirkung erreicht werden, wobei die Bremskraft mit sinkender Geschwindigkeit abfällt und schließlich durch eine mechanische Bremseinrichtung unterstützt werden muss, um den Zug zum Halten zu bringen.
Zur Serienreife gebracht wurde die Widerstandsbremse von der Union-Elektrizitätsgesellschaft (UEG), welche sie erstmals 1897 bei den Wiener Straßenbahnwagen Type A anwendete. Bis in die Zwischenkriegszeit waren sämtliche Widerstände traditionell unter dem Wagenboden befestigt.

## Anwendung
Angewendet wird die (elektrische) Widerstandsbremse bei elektrischen und dieselelektrischen Lokomotiven sowie Triebwagen. Der Name Widerstandsbremse rührt daher, dass der erzeugte Strom in Widerständen direkt auf dem Triebfahrzeug in Wärme umgewandelt wird. Abhängig von den Netzverhältnissen gibt es inzwischen zunehmend die Möglichkeit, den Strom in die Fahrleitung zurück zu speisen. Diese Nutzbremse (Rekuperationsbremse) hat die reine Widerstandsbremse weitgehend abgelöst; Mischformen kommen jedoch recht häufig vor. Sie ermöglichen das verschleißarme Bremsen auch, wenn das Fahrleitungsnetz nicht aufnahmefähig ist, weil sich weder Abnehmer im eigenen Speisebereich befinden noch das versorgende Unterwerk rückspeisefähig ist. Widerstandsbremsen wurden besonders häufig bei Straßenbahnwagen verwendet, wo sie meist auf dem Dach hinter dem Stromabnehmer zu finden sind. Mit der Widerstandsbremse wurde gleichzeitig auch die Solenoidbremse der Beiwagen aktiviert. Die entstehende Wärme wird teilweise zur Fahrzeugheizung genutzt. Eine große Bedeutung hat die Widerstandsbremse auch in Nordamerika, wo sie bereits seit den 1930er Jahren standardmäßig bei dieselelektrischen Lokomotiven zum Einsatz kommt und bis heute, vor allem auf Gebirgsstrecken im schweren Güterzugdienst, unverzichtbar ist. 
Eine weitere Verwendung der Widerstandsbremse erfolgt in Hebezeugen zur Senkbremsung.

## Vor- und Nachteile
Der Vorteil der Widerstandsbremse liegt in ihrer Verschleißfreiheit. Deshalb wurde sie zunächst insbesondere bei Triebfahrzeugen eingebaut, die hauptsächlich auf Gebirgsstrecken eingesetzt waren, da sich mit der Widerstandsbremse die Geschwindigkeit auf Gefällstrecken auf einfache Art und Weise konstant halten lässt (sog. Beharrungsbremse). Ihr Hauptvorteil liegt aber darin, dass sie auch bei fehlender Abnahmemöglichkeit der Fahrleitung voll funktionsfähig bleibt. Eine Nutzbremse ist darauf angewiesenen, dass das Netz, in das sie die Bremsenergie zurückspeisen soll, auch aufnahmefähig ist. Bei entsprechender Auslegung einer Widerstandsbremse ist sogar eine Talfahrt ohne Fahrleitungsspannung möglich und sie kann auch in dieselelektrischen Fahrzeugen eingesetzt werden. Insbesondere bei Gleichstromfahrzeugen mit klassischer Steuerung können dieselben Widerstände wie beim Anfahren genutzt werden.
Der Nachteil der Widerstandsbremse im Vergleich zu Nutzbremsen sind die Energieverluste, da hier keine Energierückspeisung erfolgt. Da die kinetische und potentielle Energie über die Bremswiderstände in Wärme umgewandelt und abgeführt wird, kann dieser Energieanteil schlecht genutzt werden und ist somit praktisch nutzlos. Elektrische Lokomotiven verfügten zur Wärmeableitung über voluminöse „Bremslüfter“ oder Bremswiderstände mit Fahrtwindkühlung auf dem Dach. Der Bremsstrom kann höchstens für die Wagenheizung verwendet werden. Diese Bremsenergie geht bei Reibungsbremsen allerdings auch verloren, wobei diese außerdem nicht verschleißfrei arbeiten. Die Widerstandsbremse wirkt wie jede generatorische Bremse nicht bis zum Stillstand, für eine Haltebremsung und zum Festhalten der Fahrzeuge im Stand ist immer eine mechanisch wirkende Bremse erforderlich.